# После (альбом)
«По́сле» — седьмой студийный альбом российской певицы Юты, выпущенный компанией «Megaliner Records» 18 февраля 2007 года. Одноимённая песня была написана Ютой специально для фильма Олега Осипова «После жизни». Песни «Ревность» и «Имя» являются саундтреками к сериалам «Солдаты» и «Прапорщик» соответственно. Композиция «Кабы я» звучит в авантюрной комедии «Если бы да кабы». По мнению Марии Церетели, пластинка получилась очень выверенной, продуманной и завершённой. Синглы «Ревность» и «После» достигли в чарте Tophit 84 и 82 мест соответственно, а композиция «Чуть неуверенно» активно ротировалась в эфире «Нашего радио».

## Рецензии
По мнению Михаила Танского альбом «После» получился очень романтичным, наполненным искренней скромностью и любовью. В то же время ряд критиков отметили, что певица достигла творческой зрелости и сменила творческие пристрастия на более мягкие, трогательные и умиротворённые. По мнению Алексея Мажаева драматический талант исполнительницы наиболее ярко проявляется в ироничной композиции «Актриса-звезда». Вот что говорит об этой пластинке Мария Церетели:
В новых песнях ни один компонент, будь то стихи, вокал или аранжировки, не перетягивает внимание на себя. Партии ровно сочетаются друг с другом, и общая картина получает очень гармоничное звучание. В альбоме слышатся нотки светлой печали, осмысления прошедшего, и даже эмоционально надрывные песни звучат лирично-печально. Поэзия нового альбома проникновенно лирична. Она не затрагивает каких-либо общественно-острых тем, но в то же время очень глубоко касается душевных переживаний, знакомых абсолютно каждому человеку. Любовь, нежность, боль, ревность, твердость характера — в каждой песне можно увидеть эти острые, но каждодневные нотки эмоций. Кроме того, музыка Юты рождает ряды визуальных образов, что бывает нечасто. Воображение живо рисует картины любви, робости, одиночества, ветра в лицо и „по снегу босиком“. А сами ощущения проникают в самое сердце, заставляя живо переживать воображаемое.

## Песни
Альбом начинается с песни «Ревность», которая была написана в 2005 году и является саундтреком к сериалу «Солдаты». Она сочетает в себе драматичный припев и «чеканность» куплетной части. Трек «Мужчина мечты» звучит в сериале «Петя Великолепный», а «Актриса-звезда» в сериале «Бешеная». Композиция представляет собой вольный перевод песни «I Wanna Be Loved by You», которую исполняет Мэрилин Монро в фильме «В джазе только девушки» (англ. «Some Like It Hot»). Уже ставшая популярной лирическая баллада «Имя» на этот раз записана Ютой в дуэте с Алексеем Маклаковым специально для сериала «Прапорщик». Заглавная же композиция альбома «После» стала основной темой в дебютном фильме Олега Осипова «После жизни». По признанию самой Юты именно название данной картины послужило толчком для написания песни. На неё режиссёром Александром Курициным был смонтирован видеоклип в основу которого легли кадры из фильма. Замыкает альбом композиция «Кабы я», записанная в традициях русского фольклора. Она также стала саундтреком и звучит в комедии Олега Осипова «Если бы да кабы».

## Список композиций
Все тексты и музыка написаны Ютой, если не указано иное
| №                   | Название                                                 | Длительность |
| ------------------- | -------------------------------------------------------- | ------------ |
| 1.                  | «Ревность»                                               | 3:50         |
| 2.                  | «До свидания»                                            | 4:07         |
| 3.                  | «След»                                                   | 4:11         |
| 4.                  | «Чуть неуверенно» (текст — Евгений Ройзман, Юта)         | 3:58         |
| 5.                  | «После»                                                  | 3:36         |
| 6.                  | «Актриса-звезда» (музыка — Гарри Руби, Герберт Стотхарт) | 2:42         |
| 7.                  | «Имя» (feat. Алексей Маклаков)                           | 3:38         |
| 8.                  | «Мужчина мечты»                                          | 3:16         |
| 9.                  | «Я буду с тобою»                                         | 3:40         |
| 10.                 | «Сколько»                                                | 3:51         |
| 11.                 | «Кабы я»                                                 | 2:27         |
| Общая длительность: | Общая длительность:                                      | 39:16        |

| №   | Название                           | Длительность |
| --- | ---------------------------------- | ------------ |
| 12. | «После» (реж. — Александр Курицин) | 3:36         |

## Участники записи
- Юта — автор песен, вокал
- Вячеслав Мотылев (Хоттабыч), Андрей Кучеренко и Вадим Иващенко (дорожка 6), Илья Володин — гитара
- Максим Гусельщиков — гитара, скрипка
- Александр Бакунин — бас-гитара
- Олег Шунцов — барабаны
- Сергей Сысоев — клавишные, аранжировка (дорожки 5, 7, 8, 10)